# Regierungsbezirk Koblenz

Regierungsbezirk Koblenz läge i Rheinland-Pfalz.

Regierungsbezirk Koblenz var ett regeringsområde i Tyskland, 1816–1999.
Regeringsområdet grundades 1816 och ingick i den preussiska Rhenprovinsen. År 1905 hade det en yta på 6 207
km² och 723 676 invånare.
Efter Preussens upplösning 1947 införlivades Regierungsbezirk Koblenz med det nygrundade förbundslandet Rheinland-Pfalz. 1999 upplöstes regeringsområdet.

## Källa
Den här artikeln är helt eller delvis baserad på material från Nordisk familjebok, Koblenz, 1904–1926.